# Haematopota chongoroiensis
Haematopota chongoroiensis är en tvåvingeart som beskrevs av Travassos Santos Dias 1989. Haematopota chongoroiensis ingår i släktet Haematopota och familjen bromsar.
Artens utbredningsområde är Angola. Inga underarter finns listade i Catalogue of Life.